# Circa (band)
Circa is een Amerikaanse muziekgroep binnen het segment progressieve rock. De band is opgericht door Billy Sherwood en Tony Kaye. Beide heren waren voor 2007 betrokken bij diverse bandsamenstellingen binnen Yes. Tony Kaye was al in de beginjaren bij die band betrokken, Sherwood volgde in de jaren 90. In maart 2007 besloten ze samen te werken met nog een ander lid van Yes: drummer Alan White. Door het samenvloeien van die leden kreeg de band wel erg nadrukkelijk het stempel "een tweede Yes" mee. De band zou daar nooit los van komen. In 2009 toerden Circa samen met Bobby Kimball, die in en uit Toto trad.  De heren besluiten dan voorlopig samen op te treden en opnamen te maken onder de naam Yoso. White ziet vervolgens af van verder lidmaatschap, want Yes ging zelf weer op tournee. Toch verscheen er in 2011 nog een album van Circa. Daarna werd het stil rond Circa. In 2016 liet de band weer van zich horen.

## Discografie
- 2007: Circa 2007
- 2008: Circa live
- 2009: Circa HQ
- 2009: Overflow
- 2011: And so on
- 2013: Live from here, there and everywhere
- 2016: Valley of the windmill